# Megaphragma mymaripenne
Megaphragma mymaripenne — вид паразитичних перетинчастокрилих комах родини трихограматид (Trichogrammatidae). Одна з найменших комах у світі (за розмірами менша від інфузорії-туфельки.

## Історія відкриття та поширення
Комаху вперше виявлено у 1920 році на Гавайських островах. Новий вид описаний у 1924 році американським ентомологом Філіпом Гантером Тімберлейком. У 1927 році знайдено нові зразки імаго, а в 1930 році виявлено лялечки комах у яйцях трипсів. Згодом вид знайдено в Австралії, Південній Європі, Північній та Південній Америці.

## Опис
Паразитоїд трипсів. Відкладає яйця у яйця трипсів, де проходить розвиток личинок та заляльковування. Імаго живе лише 5 днів. Тіло завдовжки 0,2 мм.
Цікавою ознакою комах є редукція центральної нервової системи в імаго. Центральна нервова система (ЦНС) личинки становить 19 % від маси її тіла, 11 % яких займає мозок (об'єм мозку 93 600 мкм³). У дорослих ЦНС складає 6 % від маси тіла, а сам мозок складає 2,9 % (об'єм 52 200 мкм³). ЦНС імаго має 7400 нейронів, з них 4600 розташовані в мозку. 95 % нервових клітин імаго втрачають свої ядра. У центральній нервовій системі знаходиться лише 339—372 ядра, з них 179—253 — у мозку. Незважаючи на редукцію нервової системи, дорослі оси зберігають здатність літати, живитися та знаходити господарів.